# Структура на италианското хранене
Италианската структура на хранене е характерна за Европейския средиземноморски регион и се различава от структурата на хранене в Северна, Централна и Източна Европа, въпреки че все още често се състои от закуска (colazione), обяд (pranzo) и вечеря (cena). Въпреки това много по-малко се набляга на закуската, а самата закуска често се пропуска или включва по-леки порции храна, в сравнение с несредиземноморските западни страни. Късните сутрешни и следобедните закуски, наречени merenda (мн. ч. merende), също често се включват в тази структура на хранене.
Традиционният курс от ястия в Италия обикновено съдържа четири или пет блюда. Особено през уикендите храненията често се разглеждат като възможност за прекарване на време със семейството и с приятелите, а не просто като препитание, следователно храненията обикновено са по-дълги, отколкото в други култури. По време на празници като Коледа и Нова година обядите и вечерите могат да траят часове наред.
Днес пълният курс блюда е запазен главно за специални събития като сватби, докато ежедневните курсове включват само първо или второ ястие (понякога и двете), гарнитура и кафе. Primo (първото ястие) обикновено е засищащо ястие като ризото или паста със сосове от месо, зеленчуци или морски дарове. Цели парчета месо като колбаси, кюфтета и птиче месо се ядат като secondo (второ ястие). Италианската кухня освен това има и хранения с едно единствено ястие (piatto unico), съчетаващи нишесте и протеини.

## Структура на дневното хранене

### Закуска (Colazione)
Най-популярната закуска (Colazione, колациòне) в цялата страна е сладката, консумирана у дома или в кафенето. Ако закуската се консумира у дома, се състои от кафе (еспресо или приготвено в кафеварка), мляко или кафелате, придружени от печива като кроасани, бисквити, сладкиши или от филийки хляб с масло и конфитюр / мед / джандуя. Понякога млякото се заменя с плодов сок. При някои специални поводи, като неделя или празници, може да има и повече печива у дома, като торти, пайове, сладкиши или други регионални специалитети.
Ако закуската се консумира в кафене, преобладават кафето еспресо, капучиното или лате макиато, придружено от класическото корнето (кроасан), бомболоне или друг вид сладкиш. Изборът на сладкиши и печива за закуска е разнообразен и някои често присъстват само в определени региони или градове. През последните десетилетия се разпространяват и други видове кафе напитки, като мокачино и марокино.
Много по-рядко срещана, но и не невъзможна, е солената закуска (макар и много по-лека и пестелива от другите европейски солени закуски), често състояща се от фокача (от различни видове и в зависимост от региона) или дори само препечен домашен хляб и подправен допълнително със зехтин, домат или нарязан салам.
Много италианци обаче пият кафе само за закуска без добавка на храна.

### Обяд (Pranzo)
В италианската култура обядът (Pranzo, пранцо) често се смята за най-важното хранене за деня и ако е пълен, се състои от четири ястия, а именно:
- първо ястие (Primo), обикновено ястие на базата на паста, ризото, ориз, полента, бобови растения или супа, напр. минестроне[20][21][22]
- второ ястие (Secondo), базирано на месо, риба, млечни продукти като сирене или яйца (сервирани по различни начини, като омлет, на тиган, варени или бъркани)[23][24][25]
- гарнитура (contorno) от сурови или варени зеленчуци, която придружава второто ястие;
- сезонни плодове като заключение.

Второто ястие и гарнитурата винаги се придружават от хляб.
Традиционно в Италия е храненето, особено обядът, да завършва с чашка еспресо, последвано от т. нар. амацакафè (ammazzacaffè), състоящо се от чашка горчив или сладък ликьор.
При специални поводи, като празници и годишнини, има и други две ястия:
- Ордьовър (антипасто), за възбуждане на апетита преди хранене: студено или горещо, това е най-малкото ястие и обикновено се състои от кростини, брускети, салами и/или колбаси, сирена, кашкавали и/или млечни продукти, варени и/или сурови зеленчуци или заготовки на базата на морски дарове[28][29]
- десерт за завършек.[30][31]

Виното често е част от храненето, особено по време на обяда и вечерята.

### Късна сутрешна или следобедна закуска (Merenda)
Мерèнда (от латинското merenda) не е основно ястие, а важна закуска в средата на сутринта (около 10 часа сутринта) или в средата на следобеда (около 17 часа следобед). Обикновено това е лека храна, състояща се от панѝно (сандвич) или трамецѝно (триъгълен сандвич), само от плодове или пък от хляб и конфитюр, от някакъв традиционен десерт, а през лятото евентуално от сладолед. Прави се особено в детството, но е доста често срещано и сред възрастните.

### Вечеря (Cena)
Заедно с обяда, вечерята (Cena, чена) е другото основно хранене за деня. Схемата за вечеря  следва тази на класическия италиански обяд, следователно е със същите ястия, но по-леки. Изключения са вечерите, наречени cenoni (ченòни), консумирани на празници като Нова година, Бъдни вечер и периода на карнавала: те са по-богати и по-обилни от самия обяд.
За разлика от обяда, когато италианската вечеря се консумира сред близки членове на семейството, тя не включва непременно първо ястие (като паста или полента), или ястия от зърнени храни (като ориз). В този случай понякога вечерята се състои от това, което по време на обяда е еквивалентно на второ ястие (т.е. ястие на основата на месо или на риба), със или без гарнитура, или от едно ястие, като супа или лека супа, но включващо хляб.

## Официална структура на италианското хранене
Структура на италианско ястие в пълната му форма, обикновено използвана по време на празници:
Аперитив
Аперитивът дава началото на хрането и е подобен на предястие. Повечето хора се събират изправени и пият алкохолни/безалкохолни напитки като вино, просеко, шприц, вермут и др. Понякога се консумират малки количества храна, като маслини, чипс, ядки, сирена, сосове, малки кишове и други подобни.
Антипасто
Антипасто (ордьовър) е малко по-тежко предястие. Обикновено е студено и по-леко от първото ястие. Примери са колбасите (като салам, мортадела, прошуто, брезаола и др.), сирена, кашкавали, подобни на сандвич храни (панини, брускети, кростини), мариновани зеленчуци или риба, студени коктейли от сьомга или скариди. Понякога се приготвят и по-сложни ястия.
Примо
Примо е първото ястие. Състои се от топла храна и обикновено е по-тежко от антипастото, но по-леко от второто ястие. Немесните ястия са основната част от всяко първо ястие: примери са ризото, паста, морски дарове или вегетариански сосове, супа и бульон, ньоки, полента, креспеле, стуфати или лазаня.
Секондо
Това блюдо (второ ястие) може да включва различни меса и видове риба, включително пуешко, наденица, свинско, пържола, яхния, говеждо, свинско краче, солена треска, риба, сьомга, омар, агнешко, пилешко или печено. В зависимост от местоположението и ситуацията могат да се считат за по-важни първото или второто ястие.
Конторно  
Контòрно е гарнитура и обикновено се сервира заедно с второто ястие. Обикновено се състои от зеленчуци, сурови или варени, топли или студени. Обикновено те се сервират в отделна чиния, а не в една чиния с месото, както е в северноевропейския стил на представяне.
Инсалата
Ако конторното съдържа много листни зеленчуци, салатата може да бъде пропусната. В противен случай може да се сервира свежа градинска салата.
Сирена/кашкавали и плодове
Цял курс е посветен на местните сирена/кашкавали и на пресните сезонни плодове. Сирената са типични за региона (виж Списък на италианските сирена ).
Долче
Следва долче – десертът. Често срещаните десерти са тирамису, панакота, торта или пай, панетоне или пандоро (последните две се сервират главно по Коледа) или Великденска коломба (козунак). Може да се яде и джелато (сладолед) или сорбето. Въпреки че има национални десерти, популярни в Италия, много региони и градове имат местни специалитети. В Неапол например са популярни дзеполе и бабà с ром; в Сицилия обикновено се консумират касата и каноли; мостарда, от друга страна, е по-скоро северноиталианско ястие.
Кафе
Кафето често се пие в края на храненето. Италианците не пият кафе с мляко или млечни напитки (като капучино или кафе макиато) след обеда или вечерята, а силно кафе като еспресо, което често се пие много бързо в малки чашки, докато е още горещо.
Диджестиво
Диджестиво-то, наричано още амацакафè (ammazzacaffè, букв. убийкафе), ако се сервира след кафето, е напитката ( вино или ликьор), която завършва храненето. Пият се напитки като грапа (ракия), амаро, лимончело, амарето, самбука или други плодови/билкови напитки. Името му показва, че напитките, сервирани по това време, имат за цел да улеснят храносмилането на дългото хранене.